# Kreisgericht Wittstock (Preußen)
Das Kreisgericht Wittstock war ein preußisches Kreisgericht in der damaligen preußischen Provinz Brandenburg mit Sitz in Wittstock/Dosse.

## Geschichte
Im Sprengel des Kreisgerichtes Wittstock bestanden bis 1849 das
- Königliche Land- und Stadtgericht Wittstock
- Königliche Land- und Stadtgericht Havelberg
- Königliche Gerichtskommission Zechlin
- Königliche Stadtgericht Pritzwalk
- und das Königliche Stadtgericht Kyritz.

Daneben bestanden viele Patrimonialgerichte, darunter das Stiftsgericht des Stifts zum Heiligengrabe.
Im Jahre 1849 wurden in Preußen einheitlich Kreisgerichte geschaffen. Hierbei wurde die Patrimonialgerichtsbarkeit abgeschafft und die Patrimonialgerichte aufgehoben. Auch die eingangs genannten Gerichte wurden aufgehoben und es entstand das Königliche Kreisgericht Wittstock. Es umfasste den größten Teil des Landkreises Ostprignitz. Zuständiges Appellationsgericht blieb das Kammergericht.
Gerichtskommissionen, also Zweigstellen des Gerichtes, wurden in Pritzwalk (I und II), Kyritz und Meyenburg eingerichtet.
Am Gericht waren 1870 ein Direktor und zehn Kreisrichter eingesetzt. Die Zahl der Gerichtseingesessenen betrug 69.485. Gerichtstage wurden in Zechlin abgehalten. Schwurgerichtssachen des Kreisgerichtes wurde nicht hier, sondern beim Kreisgericht Perleberg verhandelt.
Im Rahmen der Reichsjustizgesetze wurde das Gerichtswesen in Deutschland 1879 vereinheitlicht. Damit wurden das Kreisgericht Wittstock aufgehoben und das königlich preußische Amtsgericht Wittstock mit Wirkung zum 1. Oktober 1879 als eines von elf Amtsgerichten im Bezirk des Landgerichtes Potsdam als Nachfolger gebildet. Auch die Gerichtskommissionen wurden 1879 in Amtsgerichte umgewandelt (Amtsgericht Pritzwalk, Amtsgericht Kyritz und Amtsgericht Meyenburg).

## Gerichtssprengel
Dem Kreisgericht Wittstock waren folgende Gemeinden zugeordnet:
| Ort                                                                                        | Landkreis             | früheres Gericht                                                                    |
| ------------------------------------------------------------------------------------------ | --------------------- | ----------------------------------------------------------------------------------- |
| Wittstock                                                                                  | Landkreis Ostprignitz | Königliches Land- und Stadtgericht Wittstock                                        |
| Ackerfelde                                                                                 | Landkreis Ostprignitz | Fräuleinstift                                                                       |
| Babe                                                                                       | Landkreis Ostprignitz | Patrimonialgericht                                                                  |
| Babitz                                                                                     | Landkreis Ostprignitz | Königliches Land- und Stadtgericht Wittstock                                        |
| Bekenthin                                                                                  | Landkreis Ostprignitz | Patrimonialgericht                                                                  |
| Barenthin                                                                                  | Landkreis Ostprignitz | Patrimonialgericht und Königliches Land- und Stadtgericht Wittstock wegen Mesendorf |
| Berlinchen                                                                                 | Landkreis Ostprignitz | Königliches Land- und Stadtgericht Wittstock                                        |
| Biesen                                                                                     | Landkreis Ostprignitz | Königliches Land- und Stadtgericht Wittstock                                        |
| Blandikow                                                                                  | Landkreis Ostprignitz | Königliches Land- und Stadtgericht Wittstock                                        |
| Blesendorf                                                                                 | Landkreis Ostprignitz | Stiftsgericht                                                                       |
| Blumenthal und Heidelberg                                                                  | Landkreis Ostprignitz | Patrimonialgericht                                                                  |
| Bork                                                                                       | Landkreis Ostprignitz | Patrimonialgericht                                                                  |
| Brüsenhagen                                                                                | Landkreis Ostprignitz | Patrimonialgericht                                                                  |
| Christdorf                                                                                 | Landkreis Ostprignitz | Patrimonialgericht                                                                  |
| Cölln-Neu                                                                                  | Landkreis Ostprignitz | Patrimonialgericht                                                                  |
| Dahlhausen                                                                                 | Landkreis Ostprignitz | Patrimonialgericht                                                                  |
| Dannenwalde und Friedheim                                                                  | Landkreis Ostprignitz | Patrimonialgericht                                                                  |
| Darkichow                                                                                  | Landkreis Ostprignitz | Patrimonialgericht                                                                  |
| Döllen mit Zarenthin                                                                       | Landkreis Ostprignitz | Königliches Land- und Stadtgericht Havelberg                                        |
| Dossow                                                                                     | Landkreis Ostprignitz | Königliches Land- und Stadtgericht Havelberg                                        |
| Dranse mit Mühle                                                                           | Landkreis Ostprignitz | Königliches Land- und Stadtgericht Havelberg                                        |
| Eichenfelde                                                                                | Landkreis Ostprignitz | Patrimonialgericht                                                                  |
| Ellershagen                                                                                | Landkreis Ostprignitz | Patrimonialgericht                                                                  |
| Fretzdorf und Ernst-Wille                                                                  | Landkreis Ostprignitz | Patrimonialgericht                                                                  |
| Gadow mit Hütte                                                                            | Landkreis Ostprignitz | Königliches Land- und Stadtgericht Wittstock                                        |
| Ganz mit Hildebrandshof, Kaltenstiegsmühle                                                 | Landkreis Ostprignitz | Patrimonialgericht                                                                  |
| Garz                                                                                       | Landkreis Ostprignitz | Patrimonialgericht                                                                  |
| am Giesenschlag Teerofen                                                                   | Landkreis Ostprignitz | Königliche Gerichtskommission Zechlin                                               |
| Glienike mit Hütte                                                                         | Landkreis Ostprignitz | Königliches Land- und Stadtgericht Wittstock und Patrimonialgericht                 |
| Goldbeck, Bohnenkamp, Friedrichsgüte, Neuendorf bei Wittstock, Scharfenberg und Brausebach | Landkreis Ostprignitz | Königliches Land- und Stadtgericht Wittstock                                        |
| Görike                                                                                     | Landkreis Ostprignitz | Königliches Land- und Stadtgericht Havelberg                                        |
| Grabow bei Kyritz                                                                          | Landkreis Ostprignitz | Patrimonialgericht                                                                  |
| Granzow                                                                                    | Landkreis Ostprignitz | Königliches Land- und Stadtgericht Havelberg                                        |
| Gumtow                                                                                     | Landkreis Ostprignitz | Königliches Land- und Stadtgericht Havelberg                                        |
| Hagenows‘s Teerofen                                                                        | Landkreis Ostprignitz | Königliche Gerichtskommission Zechlin                                               |
| Halenbeck                                                                                  | Landkreis Ostprignitz | Patrimonialgericht                                                                  |
| Groß Haßlow                                                                                | Landkreis Ostprignitz | Königliches Land- und Stadtgericht Wittstock                                        |
| Klein Haßlow                                                                               | Landkreis Ostprignitz | Königliches Land- und Stadtgericht Wittstock                                        |
| Heidelbergsmühle                                                                           | Landkreis Ostprignitz | Patrimonialgericht                                                                  |
| Helenenhof                                                                                 | Landkreis Ostprignitz | Patrimonialgericht                                                                  |
| Heinrichsdorf                                                                              | Landkreis Ostprignitz | Königliches Land- und Stadtgericht Wittstock                                        |
| Heiligengrabe und Hoheheide                                                                | Landkreis Ostprignitz | Stiftsgericht                                                                       |
| Herzsprung                                                                                 | Landkreis Ostprignitz | Patrimonialgericht                                                                  |
| Hoppenrade                                                                                 | Landkreis Ostprignitz | Patrimonialgericht                                                                  |
| Horst                                                                                      | Landkreis Ostprignitz | Patrimonialgericht                                                                  |
| Grüne Hütte                                                                                | Landkreis Ostprignitz | Königliche Gerichtskommission Zechlin                                               |
| Jabel mit Friesendorf                                                                      | Landkreis Ostprignitz | Patrimonialgericht                                                                  |
| Joachimshof                                                                                | Landkreis Ostprignitz | Patrimonialgericht                                                                  |
| Karstädthof                                                                                | Landkreis Ostprignitz | Patrimonialgericht                                                                  |
| Kehrberg                                                                                   | Landkreis Ostprignitz | Patrimonialgericht                                                                  |
| Kolrep                                                                                     | Landkreis Ostprignitz | Patrimonialgericht                                                                  |
| Königsberg, Lüttendosse und Anteil an Wüsten-Barenthin                                     | Landkreis Ostprignitz | Patrimonialgericht                                                                  |
| Könkendorf                                                                                 | Landkreis Ostprignitz | Stiftsgericht                                                                       |
| Kötzlin und Rosenthal                                                                      | Landkreis Ostprignitz | Patrimonialgericht                                                                  |
| Krams                                                                                      | Landkreis Ostprignitz | Patrimonialgericht                                                                  |
| Krüllenkempe                                                                               | Landkreis Ostprignitz | Patrimonialgericht                                                                  |
| Kuhlmühle                                                                                  | Landkreis Ostprignitz | Königliches Land- und Stadtgericht Wittstock                                        |
| Kunow                                                                                      | Landkreis Ostprignitz | Patrimonialgericht                                                                  |
| Kuckucksmühle                                                                              | Landkreis Ostprignitz | Patrimonialgericht                                                                  |
| Lellichow                                                                                  | Landkreis Ostprignitz | Königliches Land- und Stadtgericht Wittstock                                        |
| Liebenthal                                                                                 | Landkreis Ostprignitz | Patrimonialgericht                                                                  |
| Lindenberg                                                                                 | Landkreis Ostprignitz | Patrimonialgericht                                                                  |
| Lohm mit Neuhof                                                                            | Landkreis Ostprignitz | Patrimonialgericht                                                                  |
| Luhme                                                                                      | Landkreis Ostprignitz | Patrimonialgericht                                                                  |
| Maulbeerwalde                                                                              | Landkreis Ostprignitz | Patrimonialgericht                                                                  |
| Neue Mühle                                                                                 | Landkreis Ostprignitz | Königliches Land- und Stadtgericht Wittstock                                        |
| Niemerlang                                                                                 | Landkreis Ostprignitz | Patrimonialgericht                                                                  |
| Papenbruch                                                                                 | Landkreis Ostprignitz | Königliches Land- und Stadtgericht Wittstock                                        |
| Präwelow                                                                                   | Landkreis Ostprignitz | Königliche Gerichtskommission Zechlin                                               |
| Quast                                                                                      | Landkreis Ostprignitz | Königliche Gerichtskommission Zechlin                                               |
| Randow                                                                                     | Landkreis Ostprignitz | Königliches Land- und Stadtgericht Wittstock                                        |
| Repente                                                                                    | Landkreis Ostprignitz | Patrimonialgericht                                                                  |
| Roddahn und Neu-Roddahn                                                                    | Landkreis Ostprignitz | Patrimonialgericht                                                                  |
| Rohlsdorf                                                                                  | Landkreis Ostprignitz | Patrimonialgericht                                                                  |
| Rosenwinkel                                                                                | Landkreis Ostprignitz | Patrimonialgericht                                                                  |
| Rothermühle                                                                                | Landkreis Ostprignitz | Königliches Land- und Stadtgericht Wittstock                                        |
| Sadenbeck mit Mittel-Mühle                                                                 | Landkreis Ostprignitz | Patrimonialgericht                                                                  |
| Schönebeck                                                                                 | Landkreis Ostprignitz | Stiftsgericht                                                                       |
| Schönhagen bei Kyritz                                                                      | Landkreis Ostprignitz | Königliches Land- und Stadtgericht Havelberg                                        |
| Schrepkow                                                                                  | Landkreis Ostprignitz | Stiftsgericht                                                                       |
| Schweinrich mit Herzdorf                                                                   | Landkreis Ostprignitz | Königliches Land- und Stadtgericht Wittstock                                        |
| Sewekow                                                                                    | Landkreis Ostprignitz | Königliches Land- und Stadtgericht Wittstock                                        |
| Siebmannshorst                                                                             | Landkreis Ostprignitz | Königliches Land- und Stadtgericht Wittstock                                        |
| Telschow                                                                                   | Landkreis Ostprignitz | Stiftsgericht                                                                       |
| Teetz                                                                                      | Landkreis Ostprignitz | Königliches Land- und Stadtgericht Wittstock                                        |
| Tetschendorf                                                                               | Landkreis Ostprignitz | Patrimonialgericht                                                                  |
| Tornow                                                                                     | Landkreis Ostprignitz | Patrimonialgericht                                                                  |
| Vehlin                                                                                     | Landkreis Ostprignitz | Patrimonialgericht                                                                  |
| Vehlow                                                                                     | Landkreis Ostprignitz | Stiftsgericht                                                                       |
| Vehlow                                                                                     | Landkreis Ostprignitz | Patrimonialgericht                                                                  |
| Voigtsbrügge                                                                               | Landkreis Ostprignitz | Patrimonialgericht                                                                  |
| Groß Welle                                                                                 | Landkreis Ostprignitz | Patrimonialgericht                                                                  |
| Wernikow                                                                                   | Landkreis Ostprignitz | Königliches Land- und Stadtgericht Wittstock                                        |
| Willmersdorf                                                                               | Landkreis Ostprignitz | Stiftsgericht                                                                       |
| Landarmenhaus Wittstock                                                                    | Landkreis Ostprignitz | Patrimonialgericht                                                                  |
| Krug oder Amtsfreiheit Wittstock                                                           | Landkreis Ostprignitz | Königliches Land- und Stadtgericht Wittstock                                        |
| Wulfersdorf                                                                                | Landkreis Ostprignitz | Königliches Land- und Stadtgericht Wittstock                                        |
| am Wummsee Teerofen                                                                        | Landkreis Ostprignitz | Königliche Gerichtskommission Zechlin                                               |
| Wutike und Anteil an Wüsten-Barenthien                                                     | Landkreis Ostprignitz | Patrimonialgericht                                                                  |
| Zaatzke mit Bolkwig                                                                        | Landkreis Ostprignitz | Patrimonialgericht                                                                  |
| Amt Zechlin mit Alt- und Neu-Luthero und Hammelstall                                       | Landkreis Ostprignitz | Königliche Gerichtskommission Zechlin                                               |
| Dorf Zechlin                                                                               | Landkreis Ostprignitz | Königliche Gerichtskommission Zechlin                                               |
| Flecken Zechlin                                                                            | Landkreis Ostprignitz | Königliche Gerichtskommission Zechlin                                               |
| Zechlinsche Hütten                                                                         | Landkreis Ostprignitz | Königliche Gerichtskommission Zechlin                                               |
| Zerlang                                                                                    | Landkreis Ostprignitz | Königliche Gerichtskommission Zechlin                                               |
| Zootzen                                                                                    | Landkreis Ostprignitz | Königliches Land- und Stadtgericht Wittstock                                        |

## Gerichtskommission Pritzwalk I
Der Gerichtskommission Pritzwalk I waren folgende Gemeinden zugeordnet:
| Ort                                        | Landkreis             | früheres Gericht                                                                                |
| ------------------------------------------ | --------------------- | ----------------------------------------------------------------------------------------------- |
| Pritzwalk mit Kolonie Neuhausen            | Landkreis Ostprignitz | Königliches Land- und Stadtgericht Pritzwalk                                                    |
| Neudorf bei Pritzwalk                      | Landkreis Ostprignitz | Königliches Land- und Stadtgericht Pritzwalk                                                    |
| Kuhbier                                    | Landkreis Ostprignitz | teils Königliches Land- und Stadtgericht Pritzwalk teils Stadtgericht Pritzwalk                 |
| Klein Langerwisch                          | Landkreis Ostprignitz | Patrimonialgericht                                                                              |
| Groß Langerwisch                           | Landkreis Ostprignitz | Patrimonialgericht                                                                              |
| Helle (halb zu Wolfshagen, halb zu Laaske) | Landkreis Ostprignitz | Patrimonialgericht                                                                              |
| Jacobsdorf                                 | Landkreis Ostprignitz | Patrimonialgericht                                                                              |
| Laaske                                     | Landkreis Ostprignitz | Patrimonialgericht                                                                              |
| Steffenhagen                               | Landkreis Ostprignitz | Patrimonialgericht                                                                              |
| Schönhagen bei Pritzwalk                   | Landkreis Ostprignitz | teils Königliches Stadtgericht Pritzwalk teils Stadtgericht Havelberg, teils Patrimonialgericht |
| Wegmühle (zu Baarmow)                      | Landkreis Ostprignitz | Patrimonialgericht                                                                              |

## Gerichtskommission Pritzwalk II
Der Gerichtskommission Pritzwalk II waren folgende Gemeinden zugeordnet:
| Ort                        | Landkreis             | früheres Gericht                             |
| -------------------------- | --------------------- | -------------------------------------------- |
| Groß Pankow mit Freienfeld | Landkreis Ostprignitz | Königliches Land- und Stadtgericht Havelberg |
| Triglitz                   | Landkreis Ostprignitz | Patrimonialgericht                           |
| Giesendorf                 | Landkreis Ostprignitz | Königliches Stadtgericht Pritzwalk           |
| Mertensdorf                | Landkreis Ostprignitz | Patrimonialgericht                           |
| Gerdshagen                 | Landkreis Ostprignitz | Patrimonialgericht                           |
| Preddöhl                   | Landkreis Ostprignitz | Patrimonialgericht                           |
| Schmarsow                  | Landkreis Ostprignitz | Patrimonialgericht                           |
| Kuhsdorf                   | Landkreis Ostprignitz | Patrimonialgericht                           |
| Bullendorf                 | Landkreis Ostprignitz | Patrimonialgericht                           |
| Luggendorf                 | Landkreis Ostprignitz | Patrimonialgericht                           |
| Eggersdorf                 | Landkreis Ostprignitz | Patrimonialgericht                           |
| Buchholz                   | Landkreis Ostprignitz | Patrimonialgericht                           |
| Garnow                     | Landkreis Ostprignitz | Königliches Stadtgericht Pritzwalk           |
| Mesendorf                  | Landkreis Ostprignitz | Königliches Land- und Stadtgericht Havelberg |
| Reckenthin                 | Landkreis Ostprignitz | Königliches Land- und Stadtgericht Havelberg |
| Tüchen                     | Landkreis Ostprignitz | Patrimonialgericht                           |
| Groß Woltersdorf           | Landkreis Ostprignitz | Königliches Land- und Stadtgericht Havelberg |
| Klein Woltersdorf          | Landkreis Ostprignitz | Patrimonialgericht                           |
| Seefeld                    | Landkreis Ostprignitz | Patrimonialgericht                           |
| Brünckendorf               | Landkreis Ostprignitz | Patrimonialgericht                           |
| Kemnitz                    | Landkreis Ostprignitz | Königliches Land- und Stadtgericht Havelberg |
| Beveringen                 | Landkreis Ostprignitz | Patrimonialgericht                           |
| Vorwerk Neu-Falkenhagen    | Landkreis Ostprignitz | Patrimonialgericht                           |
| Alt-Falkenhagen            | Landkreis Ostprignitz | Patrimonialgericht                           |
| Klenzenhof                 | Landkreis Ostprignitz | Patrimonialgericht                           |
| Rapshagen                  | Landkreis Ostprignitz | Patrimonialgericht                           |
| Giesenhagen                | Landkreis Ostprignitz | Königliches Stadtgericht Pritzwalk           |
| Streckenthien              | Landkreis Ostprignitz | Patrimonialgericht                           |
| Alt Krüssow                | Landkreis Ostprignitz | Stiftsgericht                                |
| Neu Krüssow                | Landkreis Ostprignitz | Stiftsgericht                                |
| Gräwendismühle             | Landkreis Ostprignitz | Stiftsgericht                                |
| Breitenfeld                | Landkreis Ostprignitz | Stiftsgericht                                |
| Lankenow                   | Landkreis Ostprignitz | Stiftsgericht                                |
| Boddin                     | Landkreis Ostprignitz | Stiftsgericht                                |
| Bölzke                     | Landkreis Ostprignitz | Stiftsgericht                                |

## Gerichtskommission Kyritz
Der Gerichtskommission Kyritz waren folgende Gemeinden zugeordnet:
| Ort                      | Landkreis             | früheres Gericht                                       |
| ------------------------ | --------------------- | ------------------------------------------------------ |
| Kyritz                   | Landkreis Ostprignitz | Königliches Stadtgericht Kyritz                        |
| Bantikow                 | Landkreis Ostprignitz | Patrimonialgericht                                     |
| Karnzow                  | Landkreis Ostprignitz | Patrimonialgericht                                     |
| Drewen                   | Landkreis Ostprignitz | Patrimonialgericht                                     |
| Wulkow                   | Landkreis Ostprignitz | Patrimonialgericht                                     |
| Mechow                   | Landkreis Ostprignitz | Patrimonialgericht und Königliches Stadtgericht Kyritz |
| Gantikow                 | Landkreis Ostprignitz | Patrimonialgericht                                     |
| Demerthin                | Landkreis Ostprignitz | Patrimonialgericht                                     |
| Rehfeld                  | Landkreis Ostprignitz | Patrimonialgericht                                     |
| Berlitt und Viebigswille | Landkreis Ostprignitz | Patrimonialgericht                                     |
| Holzhausen               | Landkreis Ostprignitz | Patrimonialgericht                                     |
| Schönermark              | Landkreis Ostprignitz | Königliches Land- und Stadtgericht Havelberg           |
| Stüdenitz                | Landkreis Ostprignitz | Patrimonialgericht                                     |
| Dorf Zernitz             | Landkreis Ostprignitz | Patrimonialgericht                                     |
| Rittergut Klosterhof     | Landkreis Ostprignitz | Patrimonialgericht                                     |

## Gerichtskommission Meyenburg
Der Gerichtskommission Meyenburg waren folgende Gemeinden zugeordnet:
| Ort                         | Landkreis             | früheres Gericht   |
| --------------------------- | --------------------- | ------------------ |
| Meyenburg                   | Landkreis Ostprignitz | Patrimonialgericht |
| Bukow                       | Landkreis Ostprignitz | Patrimonialgericht |
| Klein Pankow                | Landkreis Ostprignitz | Patrimonialgericht |
| Reddelin                    | Landkreis Ostprignitz | Patrimonialgericht |
| Jännersdorf                 | Landkreis Ostprignitz | Patrimonialgericht |
| Stepenitz                   | Landkreis Ostprignitz | Patrimonialgericht |
| Frehne                      | Landkreis Ostprignitz | Patrimonialgericht |
| Krempendorf                 | Landkreis Ostprignitz | Patrimonialgericht |
| Stolpe                      | Landkreis Ostprignitz | Patrimonialgericht |
| Silmersdorf                 | Landkreis Ostprignitz | Patrimonialgericht |
| Grabow bei Pritzwalk        | Landkreis Ostprignitz | Patrimonialgericht |
| Buddenhagen                 | Landkreis Ostprignitz | Patrimonialgericht |
| Penzlin                     | Landkreis Ostprignitz | Patrimonialgericht |
| Schmolde                    | Landkreis Ostprignitz | Patrimonialgericht |
| Warnsdorf                   | Landkreis Ostprignitz | Patrimonialgericht |
| Brügge                      | Landkreis Ostprignitz | Patrimonialgericht |
| Gut und Flecken Freyenstein | Landkreis Ostprignitz | Patrimonialgericht |
| Güter und Mühlen Meyenburg  | Landkreis Ostprignitz | Patrimonialgericht |

## Richter
- Julius Wilhelm Breithaupt (1849–1852 Kreisgerichtdirektor)[3]